# 1875 en football
Cet article présente les faits marquants de l'année 1875 en football.

## Règles du jeu
- Sous la pression de la Sheffield FA, la FA autorise l'usage d'une barre transversale sur les buts, remplaçant le ruban qui en fixait jusqu'alors la hauteur.

## Clubs fondés en 1875
- en Angleterre :
  - Des joueurs du Middlesbrough Cricket Club fondent le club de football anglais de Middlesbrough FC.
  - Fondation du club de football anglais de Blackburn Rovers par des étudiants.
  - Des joueurs de cricket de Birmingham fondent le club de football anglais de Small Heath Alliance (futur Birmingham City).
- en Écosse :
  - fondation du club de Hibernian Football Club, basé à Édimbourg.

## Janvier
- 21 janvier : location de la parcelle de terrain  qui deviendra le Deepdale Stadium par les membres du club de Preston North End FC.

## Mars
- 6 mars : à Londres (Kennington Oval), l'Angleterre et l'Écosse 2-2 devant 2 000 spectateurs.
- 13 mars : finale de la 4e FA Challenge Cup. Royal Engineers 1, Old Etonians Football Club 1. 3 000 spectateurs au Kennington Oval. Finale à rejouer.
- 16 mars : finale de la 4e FA Challenge Cup. Royal Engineers 2, Old Etonians Football Club 0. 3 000 spectateurs au Kennington Oval.

## Avril
- 10 avril : à Glasgow (Hampden Park), finale de la 2e édition de la Coupe d'Écosse. Queen's Park Football Club s'impose 3-0 face à Renton. 7 000 spectateurs.

## Naissances
- 11 juin : Sam Raybould, footballeur anglais. († 1949).
- 25 juillet : Francis Dessain, footballeur puis entraîneur belge. († 1951).
- 23 août : 
  - George Allan, footballeur écossais. († 1899).
  - Howard Spencer, footballeur anglais. († 1940).
- 26 août : Daniele Angeloni, footballeur puis entraîneur italien. († 1957).
- 5 septembre : Jimmy Settle, footballeur anglais.  († 1954).
- 15 septembre : Jimmy Jackson, footballeur écossais et australien.
- Bill Struth, entraîneur de football écossais. († 1956).